# Каламос (письменная принадлежность)
Каламос (греч. κάλαμος — тростник) — древнегреческая письменная принадлежность, сделанная из тростника.
Название «каламос» происходит из греческой мифологии (см. Каламос (мифология)).
По одной из версий, от слова «каламос» произошло слово «карандаш» (kalam — тростник, das — камень). От слова «каламос» также произошли названия музыкальных инструментов «шалмей» и «шалюмо».
Подобные слова можно найти в санскрите (कलम — Калама), что значит «тростниковое перо», а также тип риса; иврите (Kulmus), то есть «перо»; арабском языке (قلم — Калям). В язык суахили слово kalama попало через арабский язык.